# 芦原優愛
芦原 優愛（あしはら ゆあ、1993年11月13日 - ）は、日本の女優。ワイケーエージェント所属。埼玉県出身。

## 経歴
2011年5月にアイドルグループ・Tokyo Cheer② Partyに2期生として加入した。2017年3月にTokyo Cheer2 Partyが解散するまでグループに所属した。

## 人物
身長160cm。A型。靴のサイズは24cm。スリーサイズは82-59-90。趣味は料理、ラジオ、お笑い。特技は料理、忍耐力。普通自動車免許と調理師免許を有する。
声優の澁谷梓希は高校時代の同級生である。

## 出演

### テレビ

#### テレビドラマ
- お助け屋☆陣八第11話（2013年3月21日）- 千秋（メイドカフェ☆ぷりぷりメイド） 役
- 警視庁・捜査一課長season2第9話（2017年6月15日）パン屋の店員 役[6]
- 十津川警部シリーズ (内藤剛志)第3作（2017年9月11日）- 東都女子大学 学生 役
- 仮面ライダージオウ第45話（2019年7月28日）- 司会 役[1]
- 騎士竜戦隊リュウソウジャー第47話（2020年2月23日）- 美女 役[1]
- あのコの夢を見たんです。（2020年10月3日 - 12月19日）[1]
- ウソかホントかわからない やりすぎ都市伝説 ザ・ドラマ きさらぎ駅（2021年4月21日）[1]
- 声春っ!（2021年4月29日 - 7月1日）[1]
- IP〜サイバー捜査班第4話（2021年7月22日）- YUKI / 高原雪世 役[7]
- ドラマ「家、ついて行ってイイですか?」第2話（2021年8月21日）- 香織 役[8]
- 受付のジョー（2022年4月26日 - 6月28日） - 河野美希 役[9][1]
- 精神分析医 氷室想介の事件簿（2022年2月26日 -）- 社員 役
- 大病院占拠第4話（2023年2月3日）- カップルの女性 役[10][1]
- クールドジ男子（2023年4月15日 - 7月1日）[1]
- 特捜9season6第6話（2023年5月10日）- 佐藤舞衣 役
- ブラッシュアップライフ第2話・第4話（2024年1月15日・1月29日）- 痴漢された女性 役[11][1]
- うちの会社の小さい先輩の話（2024年1月15日 - 3月26日、BS松竹東急） - 伊藤百合役
- おっさんのパンツがなんだっていいじゃないか!（2024年1月6日 - 3月16日）- 志村幸枝 役[12]
  - おっさんのパンツがなんだっていいじゃないか!SP（2025年6月28日、東海テレビ・フジテレビ）

#### 他のテレビ番組
- 逆転人生
- レギュラー番組への道清掃篇
- THE突破ファイル
- 〜恥の数だけ人生は豊かになる〜
- 世界の怖い夜撮れちゃったSP
- あざとくて何が悪いの?（2024年8月2日）- ミニドラマ出演
- 全力坂 ファミリーマート篇/サイバーエージェント篇/メルカリ篇/三城篇/ハウス食品篇/LINE篇
- ゴーちゃんLab. 堀川産業篇
- ゴッドタン マジギライ1/5
- テリー伊藤の今夜も傾奇流

### CM
- 三井不動産「みつけてドア篇」
- 熱中対策極寒スプレー「空飛ぶスプレー」篇
- ホワイトエッセンス「結婚式篇」
- JR西日本「マイフェバじゃない場合」篇
- ガリバー
- メルペイ
- LINEモバイル

### WEB
- テプコシステムズ「セキ×トル」
- Eden’s Social Kichen
- セキュア「安心できるオフィス運用“SECURE AI Office Base” 」
- アサヒビールスーパードライ
- ビーボ「ベルタ」
- 日産自動車『#助手席孝行　親の運転を見守る合言葉「#みぎあしは 」』
- TikTok〜#もしもあの偉人がTikTokをはじめたら〜
- パブリックスタンド〜パブスタって何？〜

### WEBドラマ
- 今際の国のアリス第5～8話（Netflix）
- スイートリベンジ（FOD）
- 東京ラブストーリー（FOD）
- トクリュウ -闇バイトの罠-（BUMP） - 水商売の女 役
- ワンナイト偽装結婚（FOD SHORT）[13]

### 舞台・ミュージカル
- ほしのこえ（2015年4月23日 - 27日）
- フライングパイレーツ〜ネバーランド漂流記 featuring GUY'S（2015年9月18日 - 9月23日、新宿村LIVE） - 熊本舞子 役
- アリスインプロジェクト「バックイン・ミレニアム」（2017年8月9日～16日）[14]
- ボクの12支紳士～絵本の中のワンダーランド～（2018年1月17日～24日）[15]
- ～宝や旅館～「げんせんじゃ～！」2018（2018年4月18日～22日）- ヒロイン[1][16]
- 山のバッキャロー！（2018年9月）[1]
- ALLOW〔12.25〕（2018年12月20日～25日）- 主演[1][17]
- 雪のバッキャロー！（2019年1月）[1]
- DECADANCEー太陽の子ー（DisGOONieによる舞台公演Vol.8, 2020年1～2月）[1][18]
- りさ子のガチ恋♡俳優沼（2022年11月3月～6日）- 河原まゆ 役[19]

### 映画
- 隙間女 劇場版（2014年3月1日）- 田茂今日子 役[1][20]
- アルプス女学園（2014年9月27日）[21]
- ファーストラヴ（2021年2月11日）- クライエント・智花 役[1]
- 軍艦少年（2021年12月10日） - 玲奈 役[1]
- 短編映画「いかり」（2022年1月4日）- 実千穂 役[1][22]
- ダラダラ（2022年11月26日） - かづき 役（ヒロイン）[1][23]
- 心平（2024年8月17日）- 大村いちご 役（ヒロイン）[2][24]
- 映画 おっさんのパンツがなんだっていいじゃないか!（2025年7月4日）[25]

### ラジオ
- リッスン? 〜Live 4 Life〜（2014年10月 - 2015年3月） - 水曜日パーソナリティ
- Music Spice!（FM FUJI）- 水曜担当

### ゲーム
- 最終戦艦withラブリーガールズ - 瑞鶴